# Frederick Walker Pitkin
Frederick Walker Pitkin, född 31 augusti 1837 i Manchester, Connecticut, död 18 december 1886 i Pueblo, Colorado, var en amerikansk republikansk politiker. Han var guvernör i delstaten Colorado 1879–1883.
Pitkin utexaminerades 1858 från Wesleyan University och avlade året därpå juristexamen vid Albany Law School. Efter studierna arbetade han fram till 1872 som advokat i Milwaukee. På grund av sitt hälsotillstånd reste Pitkin sedan till Europa för att få vård och återvände två år senare till USA. Han flyttade till Coloradoterritoriet, fortsatte karriären som advokat och investerade i gruvorna.
Pitkin efterträdde 1879 John Long Routt som guvernör i Colorado och han efterträddes fyra år senare av James Benton Grant. Under hans ämbetsperiod krossades 1879 års indianuppror och nationalgardet satte stopp för 1880 års gruvstrejk i Leadville efter att Pitkin utlyste krigslagar.
Metodisten Pitkin gravsattes på Fairmount Cemetery i Denver. Pitkin County har fått sitt namn efter Frederick Walker Pitkin.